# Qualificazioni al campionato mondiale di calcio 2002 - AFC
Sono elencate di seguito le date e i risultati della zona asiatica (AFC) per le qualificazioni al mondiale del 2002.

## Formula
45 membri FIFA: si contendono 4,5 posti per la fase finale. La  Corea del Sud e il  Giappone si qualificano direttamente alla fase finale come paesi organizzatori, la  Birmania si ritira dopo il sorteggio, la  Corea del Nord, il  Bhutan e l' Afghanistan non partecipano alla competizione.
Rimangono così 40 squadre per 2,5 posti disponibili. Le qualificazioni si dividono in tre turni:
- Primo turno - 40 squadre, 10 gruppi da quattro squadre, con partite di andata e ritorno (eccetto il gruppo 2). La vincente di ogni gruppo si qualifica al secondo turno.
- Secondo turno - 10 squadre, 2 gruppi da cinque squadre, con partite di andata e ritorno. Le prime classificate si qualificano alla fase finale, le seconde classificate accedono ai playoff AFC.
- Playoff - Partite di andata e ritorno. La vincente accede allo spareggio intercontinentale contro la seconda classificata del gruppo 2 della UEFA.

## Primo Turno

### Gruppo 1
| Data           | Luogo     | Squadra 1 | Risultato | Squadra 2 |
| -------------- | --------- | --------- | --------- | --------- |
| 30 aprile 2001 | Aleppo    | Siria     | 12 - 0    | Filippine |
| 30 aprile 2001 | Mascate   | Oman      | 12 - 0    | Laos      |
| 4 maggio 2001  | Aleppo    | Filippine | 1 - 5     | Siria     |
| 4 maggio 2001  | Mascate   | Laos      | 0 - 7     | Oman      |
| 7 maggio 2001  | Aleppo    | Siria     | 11 - 0    | Laos      |
| 7 maggio 2001  | Mascate   | Oman      | 7 - 0     | Filippine |
| 11 maggio 2001 | Aleppo    | Laos      | 0 - 9     | Siria     |
| 11 maggio 2001 | Mascate   | Filippine | 0 - 2     | Oman      |
| 18 maggio 2001 | Aleppo    | Siria     | 3 - 3     | Oman      |
| 19 maggio 2001 | Vientiane | Laos      | 2 - 0     | Filippine |
| 25 maggio 2001 | Mascate   | Oman      | 2 - 0     | Siria     |
| 26 maggio 2001 | Pasig     | Filippine | 1 - 1     | Laos      |

| Pos | Squadra   | Pti | G | V | N | P | GF | GS | DR  |
| --- | --------- | --- | - | - | - | - | -- | -- | --- |
| 1   | Oman      | 16  | 6 | 5 | 1 | 0 | 33 | 3  | +30 |
| 2   | Siria     | 13  | 6 | 4 | 1 | 1 | 40 | 6  | +34 |
| 3   | Laos      | 4   | 6 | 1 | 1 | 4 | 3  | 40 | -37 |
| 4   | Filippine | 1   | 6 | 0 | 1 | 5 | 2  | 29 | -27 |

 Oman qualificato al secondo turno.

### Gruppo 2
| Data             | Luogo  | Squadra 1  | Risultato | Squadra 2  |
| ---------------- | ------ | ---------- | --------- | ---------- |
| 24 novembre 2000 | Tabriz | Iran       | 19 - 0    | Guam       |
| 26 novembre 2000 | Tabriz | Tagikistan | 16 - 0    | Guam       |
| 28 novembre 2000 | Tabriz | Iran       | 2 - 0     | Tagikistan |

| Pos | Squadra    | Pti      | G        | V        | N        | P        | GF       | GS       | DR       |
| --- | ---------- | -------- | -------- | -------- | -------- | -------- | -------- | -------- | -------- |
| 1   | Iran       | 6        | 2        | 2        | 0        | 0        | 21       | 0        | +21      |
| 2   | Tagikistan | 3        | 2        | 1        | 0        | 1        | 16       | 2        | +14      |
| 3   | Guam       | 0        | 2        | 0        | 0        | 2        | 0        | 35       | -35      |
| -   | Birmania   | Ritirato | Ritirato | Ritirato | Ritirato | Ritirato | Ritirato | Ritirato | Ritirato |

 Iran qualificato al secondo turno.

### Gruppo 3
| Data          | Luogo     | Squadra 1 | Risultato | Squadra 2 |
| ------------- | --------- | --------- | --------- | --------- |
| 4 marzo 2001  | Hong Kong | Qatar     | 5 - 1     | Malaysia  |
| 4 marzo 2001  | Hong Kong | Hong Kong | 1 - 1     | Palestina |
| 8 marzo 2001  | Hong Kong | Palestina | 1 - 2     | Qatar     |
| 8 marzo 2001  | Hong Kong | Malaysia  | 2 - 0     | Hong Kong |
| 11 marzo 2001 | Hong Kong | Palestina | 1 - 0     | Malaysia  |
| 11 marzo 2001 | Hong Kong | Qatar     | 2 - 0     | Hong Kong |
| 20 marzo 2001 | Doha      | Palestina | 1 - 0     | Hong Kong |
| 20 marzo 2001 | Doha      | Malaysia  | 0 - 0     | Qatar     |
| 23 marzo 2001 | Doha      | Qatar     | 2 - 1     | Palestina |
| 23 marzo 2001 | Doha      | Hong Kong | 2 - 1     | Malaysia  |
| 25 marzo 2001 | Doha      | Hong Kong | 0 - 3     | Qatar     |
| 25 marzo 2001 | Doha      | Malaysia  | 4 - 3     | Palestina |

| Pos | Squadra   | Pti | G | V | N | P | GF | GS | DR  |
| --- | --------- | --- | - | - | - | - | -- | -- | --- |
| 1   | Qatar     | 16  | 6 | 5 | 1 | 0 | 14 | 3  | +11 |
| 2   | Palestina | 7   | 6 | 2 | 1 | 3 | 8  | 9  | +1  |
| 3   | Malaysia  | 7   | 6 | 2 | 1 | 3 | 8  | 11 | -3  |
| 4   | Hong Kong | 4   | 6 | 1 | 1 | 4 | 3  | 10 | -7  |

 Qatar qualificato al secondo turno.

### Gruppo 4
| Data             | Luogo             | Squadra 1    | Risultato | Squadra 2    |
| ---------------- | ----------------- | ------------ | --------- | ------------ |
| 3 febbraio 2001  | Singapore         | Bahrein      | 1 - 2     | Kuwait       |
| 3 febbraio 2001  | Singapore         | Singapore    | 0 - 1     | Kirghizistan |
| 6 febbraio 2001  | Singapore         | Bahrein      | 1 - 0     | Kirghizistan |
| 6 febbraio 2001  | Singapore         | Kuwait       | 1 - 1     | Singapore    |
| 9 febbraio 2001  | Singapore         | Kirghizistan | 0 - 3     | Kuwait       |
| 9 febbraio 2001  | Singapore         | Singapore    | 1 - 2     | Bahrein      |
| 21 febbraio 2001 | Madinat al-Kuwait | Kirghizistan | 1 - 2     | Bahrein      |
| 21 febbraio 2001 | Madinat al-Kuwait | Singapore    | 0 - 1     | Kuwait       |
| 24 febbraio 2001 | Madinat al-Kuwait | Kuwait       | 2 - 0     | Kirghizistan |
| 24 febbraio 2001 | Madinat al-Kuwait | Bahrein      | 2 - 0     | Singapore    |
| 27 febbraio 2001 | Madinat al-Kuwait | Kirghizistan | 1 - 1     | Singapore    |
| 27 febbraio 2001 | Madinat al-Kuwait | Kuwait       | 0 - 1     | Bahrein      |

| Pos | Squadra      | Pti | G | V | N | P | GF | GS | DR |
| --- | ------------ | --- | - | - | - | - | -- | -- | -- |
| 1   | Bahrein      | 15  | 6 | 5 | 0 | 1 | 9  | 4  | +5 |
| 2   | Kuwait       | 13  | 6 | 4 | 1 | 1 | 9  | 3  | +6 |
| 3   | Kirghizistan | 4   | 6 | 1 | 1 | 4 | 3  | 9  | -6 |
| 4   | Singapore    | 2   | 6 | 0 | 2 | 4 | 3  | 8  | -5 |

 Bahrein qualificato al secondo turno.

### Gruppo 5
| Data           | Luogo   | Squadra 1  | Risultato | Squadra 2  |
| -------------- | ------- | ---------- | --------- | ---------- |
| 13 maggio 2001 | Beirut  | Thailandia | 4 - 2     | Sri Lanka  |
| 13 maggio 2001 | Beirut  | Libano     | 6 - 0     | Pakistan   |
| 15 maggio 2001 | Beirut  | Thailandia | 3 - 0     | Pakistan   |
| 15 maggio 2001 | Beirut  | Libano     | 4 - 0     | Sri Lanka  |
| 17 maggio 2001 | Beirut  | Pakistan   | 3 - 3     | Sri Lanka  |
| 17 maggio 2001 | Beirut  | Libano     | 1 - 2     | Thailandia |
| 26 maggio 2001 | Bangkok | Pakistan   | 1 - 8     | Libano     |
| 26 maggio 2001 | Bangkok | Sri Lanka  | 0 - 3     | Thailandia |
| 28 maggio 2001 | Bangkok | Sri Lanka  | 0 - 5     | Libano     |
| 28 maggio 2001 | Bangkok | Pakistan   | 0 - 6     | Thailandia |
| 30 maggio 2001 | Bangkok | Sri Lanka  | 3 - 1     | Pakistan   |
| 30 maggio 2001 | Bangkok | Thailandia | 2 - 2     | Libano     |

| Pos | Squadra    | Pti | G | V | N | P | GF | GS | DR  |
| --- | ---------- | --- | - | - | - | - | -- | -- | --- |
| 1   | Thailandia | 16  | 6 | 5 | 1 | 0 | 20 | 5  | +15 |
| 2   | Libano     | 13  | 6 | 4 | 1 | 1 | 26 | 5  | +21 |
| 3   | Sri Lanka  | 4   | 6 | 1 | 1 | 4 | 8  | 20 | -12 |
| 4   | Pakistan   | 1   | 6 | 0 | 1 | 5 | 5  | 29 | -24 |

 Thailandia qualificato al secondo turno.

### Gruppo 6
| Data           | Luogo   | Squadra 1  | Risultato | Squadra 2  |
| -------------- | ------- | ---------- | --------- | ---------- |
| 12 aprile 2001 | Baghdad | Nepal      | 0 - 6     | Kazakistan |
| 12 aprile 2001 | Baghdad | Iraq       | 8 - 0     | Macao      |
| 14 aprile 2001 | Baghdad | Kazakistan | 3 - 0     | Macao      |
| 14 aprile 2001 | Baghdad | Nepal      | 1 - 9     | Iraq       |
| 16 aprile 2001 | Baghdad | Nepal      | 4 - 1     | Macao      |
| 16 aprile 2001 | Baghdad | Kazakistan | 1 - 1     | Iraq       |
| 21 aprile 2001 | Almaty  | Kazakistan | 4 - 0     | Nepal      |
| 21 aprile 2001 | Almaty  | Macao      | 0 - 5     | Iraq       |
| 23 aprile 2001 | Almaty  | Macao      | 0 - 5     | Kazakistan |
| 23 aprile 2001 | Almaty  | Iraq       | 4 - 2     | Nepal      |
| 25 aprile 2001 | Almaty  | Macao      | 1 - 6     | Nepal      |
| 25 aprile 2001 | Almaty  | Iraq       | 1 - 1     | Kazakistan |

| Pos | Squadra    | Pti | G | V | N | P | GF | GS | DR  |
| --- | ---------- | --- | - | - | - | - | -- | -- | --- |
| 1   | Iraq       | 14  | 6 | 4 | 2 | 0 | 28 | 5  | +23 |
| 2   | Kazakistan | 14  | 6 | 4 | 2 | 0 | 20 | 2  | +18 |
| 3   | Nepal      | 6   | 6 | 2 | 0 | 4 | 13 | 25 | -12 |
| 4   | Macao      | 0   | 6 | 0 | 0 | 6 | 2  | 31 | -29 |

 Iraq qualificato al secondo turno.

### Gruppo 7
| Data           | Luogo    | Squadra 1     | Risultato | Squadra 2     |
| -------------- | -------- | ------------- | --------- | ------------- |
| 23 aprile 2001 | Tashkent | Turkmenistan  | 2 - 0     | Giordania     |
| 23 aprile 2001 | Tashkent | Uzbekistan    | 7 - 0     | Taipei cinese |
| 25 aprile 2001 | Tashkent | Taipei cinese | 0 - 2     | Giordania     |
| 25 aprile 2001 | Tashkent | Uzbekistan    | 1 - 0     | Turkmenistan  |
| 27 aprile 2001 | Tashkent | Taipei cinese | 0 - 5     | Turkmenistan  |
| 27 aprile 2001 | Tashkent | Uzbekistan    | 2 - 2     | Giordania     |
| 3 maggio 2001  | Amman    | Giordania     | 6 - 0     | Taipei cinese |
| 3 maggio 2001  | Amman    | Turkmenistan  | 2 - 5     | Uzbekistan    |
| 5 maggio 2001  | Amman    | Taipei cinese | 0 - 4     | Uzbekistan    |
| 5 maggio 2001  | Amman    | Giordania     | 1 - 2     | Turkmenistan  |
| 7 maggio 2001  | Amman    | Turkmenistan  | 1 - 0     | Taipei cinese |
| 7 maggio 2001  | Amman    | Giordania     | 1 - 1     | Uzbekistan    |

| Pos | Squadra       | Pti | G | V | N | P | GF | GS | DR  |
| --- | ------------- | --- | - | - | - | - | -- | -- | --- |
| 1   | Uzbekistan    | 14  | 6 | 4 | 2 | 0 | 20 | 5  | +15 |
| 2   | Turkmenistan  | 12  | 6 | 4 | 0 | 2 | 12 | 7  | +5  |
| 3   | Giordania     | 8   | 6 | 2 | 2 | 2 | 12 | 7  | +5  |
| 4   | Taipei cinese | 0   | 6 | 0 | 0 | 6 | 0  | 25 | -25 |

 Uzbekistan qualificato al secondo turno.

### Gruppo 8
| Data           | Luogo               | Squadra 1           | Risultato | Squadra 2           |
| -------------- | ------------------- | ------------------- | --------- | ------------------- |
| 7 aprile 2001  | Bandar Seri Begawan | Brunei              | 0 - 5     | Yemen               |
| 8 aprile 2001  | Bangalore           | India               | 1 - 0     | Emirati Arabi Uniti |
| 14 aprile 2001 | Bandar Seri Begawan | Brunei              | 0 - 12    | Emirati Arabi Uniti |
| 15 aprile 2001 | Bangalore           | India               | 1 - 1     | Yemen               |
| 26 aprile 2001 | al-'Ayn             | Emirati Arabi Uniti | 1 - 0     | India               |
| 27 aprile 2001 | Sana'a              | Yemen               | 1 - 0     | Brunei              |
| 4 maggio 2001  | Sana'a              | Yemen               | 3 - 3     | India               |
| 4 maggio 2001  | al-'Ayn             | Emirati Arabi Uniti | 4 - 0     | Brunei              |
| 11 maggio 2001 | Sana'a              | Yemen               | 2 - 1     | Emirati Arabi Uniti |
| 11 maggio 2001 | Bandar Seri Begawan | Brunei              | 0 - 1     | India               |
| 18 maggio 2001 | al-'Ayn             | Emirati Arabi Uniti | 3 - 2     | Yemen               |
| 20 maggio 2001 | Bangalore           | India               | 5 - 0     | Brunei              |

| Pos | Squadra             | Pti | G | V | N | P | GF | GS | DR  |
| --- | ------------------- | --- | - | - | - | - | -- | -- | --- |
| 1   | Emirati Arabi Uniti | 12  | 6 | 4 | 0 | 2 | 21 | 5  | +16 |
| 2   | Yemen               | 11  | 6 | 3 | 2 | 1 | 14 | 8  | +6  |
| 3   | India               | 11  | 6 | 3 | 2 | 1 | 11 | 5  | +6  |
| 4   | Brunei              | 0   | 6 | 0 | 0 | 6 | 0  | 28 | -28 |

 Emirati Arabi Uniti qualificato al secondo turno.

### Gruppo 9
| Data           | Luogo      | Squadra 1 | Risultato | Squadra 2 |
| -------------- | ---------- | --------- | --------- | --------- |
| 1º aprile 2001 | Malé       | Maldive   | 6 - 0     | Cambogia  |
| 8 aprile 2001  | Giacarta   | Indonesia | 5 - 0     | Maldive   |
| 15 aprile 2001 | Phnom Penh | Cambogia  | 1 - 1     | Maldive   |
| 22 aprile 2001 | Giacarta   | Indonesia | 6 - 0     | Cambogia  |
| 22 aprile 2001 | Xi'an      | Cina      | 10 - 1    | Maldive   |
| 28 aprile 2001 | Malé       | Maldive   | 0 - 1     | Cina      |
| 29 aprile 2001 | Phnom Penh | Cambogia  | 0 - 2     | Indonesia |
| 6 maggio 2001  | Phnom Penh | Cambogia  | 0 - 4     | Cina      |
| 6 maggio 2001  | Malé       | Maldive   | 0 - 2     | Indonesia |
| 13 maggio 2001 | Kunming    | Cina      | 5 - 1     | Indonesia |
| 20 maggio 2001 | Canton     | Cina      | 3 - 1     | Cambogia  |
| 27 maggio 2001 | Giacarta   | Indonesia | 0 - 2     | Cina      |

| Pos | Squadra   | Pti | G | V | N | P | GF | GS | DR  |
| --- | --------- | --- | - | - | - | - | -- | -- | --- |
| 1   | Cina      | 18  | 6 | 6 | 0 | 0 | 25 | 3  | +22 |
| 2   | Indonesia | 12  | 6 | 4 | 0 | 2 | 16 | 7  | +9  |
| 3   | Maldive   | 4   | 6 | 1 | 1 | 4 | 8  | 19 | -11 |
| 4   | Cambogia  | 1   | 6 | 0 | 1 | 5 | 2  | 22 | -20 |

 Cina qualificato al secondo turno.

### Gruppo 10
| Data             | Luogo  | Squadra 1      | Risultato | Squadra 2      |
| ---------------- | ------ | -------------- | --------- | -------------- |
| 8 febbraio 2001  | Dammam | Vietnam        | 0 - 0     | Bangladesh     |
| 8 febbraio 2001  | Dammam | Arabia Saudita | 6 - 0     | Mongolia       |
| 10 febbraio 2001 | Dammam | Mongolia       | 0 - 1     | Vietnam        |
| 10 febbraio 2001 | Dammam | Bangladesh     | 0 - 3     | Arabia Saudita |
| 12 febbraio 2001 | Dammam | Mongolia       | 0 - 3     | Bangladesh     |
| 12 febbraio 2001 | Dammam | Arabia Saudita | 5 - 0     | Vietnam        |
| 15 febbraio 2001 | Dammam | Mongolia       | 0 - 6     | Arabia Saudita |
| 15 febbraio 2001 | Dammam | Bangladesh     | 0 - 4     | Vietnam        |
| 17 febbraio 2001 | Dammam | Vietnam        | 4 - 0     | Mongolia       |
| 17 febbraio 2001 | Dammam | Arabia Saudita | 6 - 0     | Bangladesh     |
| 19 febbraio 2001 | Dammam | Bangladesh     | 2 - 2     | Mongolia       |
| 19 febbraio 2001 | Dammam | Vietnam        | 0 - 4     | Arabia Saudita |

| Pos | Squadra        | Pti | G | V | N | P | GF | GS | DR  |
| --- | -------------- | --- | - | - | - | - | -- | -- | --- |
| 1   | Arabia Saudita | 18  | 6 | 6 | 0 | 0 | 30 | 0  | +30 |
| 2   | Vietnam        | 10  | 6 | 3 | 1 | 2 | 9  | 9  | 0   |
| 3   | Bangladesh     | 5   | 6 | 1 | 2 | 3 | 5  | 15 | +10 |
| 4   | Mongolia       | 1   | 6 | 0 | 1 | 5 | 2  | 22 | -20 |

 Arabia Saudita qualificata al secondo turno.

## Secondo Turno

### Gruppo 1
| Data              | Luogo   | Squadra 1      | Risultato | Squadra 2      |
| ----------------- | ------- | -------------- | --------- | -------------- |
| 17 agosto 2001    | Baghdad | Iraq           | 4 - 0     | Thailandia     |
| 17 agosto 2001    | Riyadh  | Arabia Saudita | 1 - 1     | Bahrein        |
| 23 agosto 2001    | Manama  | Bahrein        | 2 - 0     | Iraq           |
| 24 agosto 2001    | Teheran | Iran           | 2 - 0     | Arabia Saudita |
| 31 agosto 2001    | Manama  | Arabia Saudita | 1 - 0     | Iraq           |
| 1º settembre 2001 | Bangkok | Thailandia     | 0 - 0     | Iran           |
| 1º settembre 2001 | Manama  | Bahrein        | 1 - 1     | Thailandia     |
| 7 settembre 2001  | Baghdad | Iraq           | 1 - 2     | Iran           |
| 14 settembre 2001 | Teheran | Iran           | 0 - 0     | Bahrein        |
| 15 settembre 2001 | Bangkok | Thailandia     | 1 - 3     | Arabia Saudita |
| 21 settembre 2001 | Manama  | Bahrein        | 0 - 4     | Arabia Saudita |
| 22 settembre 2001 | Bangkok | Thailandia     | 1 - 1     | Iraq           |
| 28 settembre 2001 | Baghdad | Iraq           | 1 - 0     | Bahrein        |
| 28 settembre 2001 | Jeddah  | Arabia Saudita | 2 - 2     | Iran           |
| 5 ottobre 2001    | Teheran | Iran           | 1 - 0     | Thailandia     |
| 5 ottobre 2001    | Amman   | Iraq           | 1 - 2     | Arabia Saudita |
| 12 ottobre 2001   | Teheran | Iran           | 2 - 1     | Iraq           |
| 16 ottobre 2001   | Bangkok | Thailandia     | 1 - 1     | Bahrein        |
| 21 ottobre 2001   | Riyadh  | Arabia Saudita | 4 - 1     | Thailandia     |
| 21 ottobre 2001   | Manama  | Bahrein        | 3 - 1     | Iran           |

| Pos | Squadra        | Pti | G | V | N | P | GF | GS | DR  |
| --- | -------------- | --- | - | - | - | - | -- | -- | --- |
| 1   | Arabia Saudita | 17  | 8 | 5 | 2 | 1 | 17 | 8  | +9  |
| 2   | Iran           | 15  | 8 | 4 | 3 | 1 | 10 | 7  | +3  |
| 3   | Bahrein        | 10  | 8 | 2 | 4 | 2 | 8  | 9  | -1  |
| 4   | Iraq           | 7   | 8 | 2 | 1 | 5 | 9  | 10 | -1  |
| 5   | Thailandia     | 4   | 8 | 0 | 4 | 4 | 5  | 15 | -10 |

 Arabia Saudita qualificata alla fase finale.  Iran accede agli spareggi AFC contro gli  Emirati Arabi Uniti.

### Gruppo 2
| Data              | Luogo     | Squadra 1           | Risultato | Squadra 2           |
| ----------------- | --------- | ------------------- | --------- | ------------------- |
| 16 agosto 2001    | Doha      | Qatar               | 0 - 0     | Oman                |
| 17 agosto 2001    | Abu Dhabi | Emirati Arabi Uniti | 4 - 1     | Uzbekistan          |
| 25 agosto 2001    | Shenyang  | Cina                | 3 - 0     | Emirati Arabi Uniti |
| 26 agosto 2001    | Tashkent  | Uzbekistan          | 2 - 1     | Qatar               |
| 31 agosto 2001    | Mascate   | Oman                | 0 - 2     | Cina                |
| 31 agosto 2001    | Abu Dhabi | Emirati Arabi Uniti | 0 - 2     | Qatar               |
| 7 settembre 2001  | Doha      | Qatar               | 1 - 1     | Cina                |
| 8 settembre 2001  | Tashkent  | Uzbekistan          | 5 - 0     | Oman                |
| 14 settembre 2001 | Mascate   | Oman                | 1 - 1     | Emirati Arabi Uniti |
| 15 settembre 2001 | Shenyang  | Cina                | 2 - 0     | Uzbekistan          |
| 21 settembre 2001 | Mascate   | Oman                | 0 - 3     | Qatar               |
| 22 settembre 2001 | Tashkent  | Uzbekistan          | 0 - 1     | Emirati Arabi Uniti |
| 27 settembre 2001 | Abu Dhabi | Emirati Arabi Uniti | 0 - 1     | Cina                |
| 28 settembre 2001 | Doha      | Qatar               | 2 - 2     | Uzbekistan          |
| 4 ottobre 2001    | Doha      | Qatar               | 1 - 1     | Emirati Arabi Uniti |
| 7 ottobre 2001    | Shenyang  | Cina                | 1 - 0     | Oman                |
| 13 ottobre 2001   | Mascate   | Oman                | 4 - 2     | Uzbekistan          |
| 13 ottobre 2001   | Shenyang  | Cina                | 3 - 0     | Qatar               |
| 19 ottobre 2001   | Abu Dhabi | Emirati Arabi Uniti | 2 - 2     | Oman                |
| 19 ottobre 2001   | Tashkent  | Uzbekistan          | 1 - 0     | Cina                |

| Pos | Squadra             | Pti | G | V | N | P | GF | GS | DR  |
| --- | ------------------- | --- | - | - | - | - | -- | -- | --- |
| 1   | Cina                | 19  | 8 | 6 | 1 | 1 | 13 | 2  | +11 |
| 2   | Emirati Arabi Uniti | 11  | 8 | 3 | 2 | 3 | 10 | 11 | -1  |
| 3   | Uzbekistan          | 10  | 8 | 3 | 1 | 4 | 13 | 14 | -1  |
| 4   | Qatar               | 9   | 8 | 2 | 3 | 3 | 10 | 10 | 0   |
| 5   | Oman                | 6   | 8 | 1 | 3 | 4 | 7  | 16 | -9  |

 Cina qualificata alla fase finale.  Emirati Arabi Uniti accede agli spareggi AFC contro gli  Iran.

## Playoff
| Data            | Luogo     | Squadra 1           | Risultato | Squadra 2           |
| --------------- | --------- | ------------------- | --------- | ------------------- |
| 25 ottobre 2001 | Teheran   | Iran                | 1 - 0     | Emirati Arabi Uniti |
| 31 ottobre 2001 | Abu Dhabi | Emirati Arabi Uniti | 0 - 3     | Iran                |

 Iran accede allo spareggio intercontinentale contro l' Irlanda, seconda classificata del gruppo 2 della UEFA.